# William Thaddeus Coleman
Pour les articles homonymes, voir Coleman et William Coleman.
William Thaddeus Coleman, Jr., né le 7 juillet 1920 à Philadelphie (Pennsylvanie) et mort le 31 mars 2017 à  Alexandria (Virginie), est un juriste et homme politique américain.
Membre du Parti républicain, il est secrétaire aux Transports entre 1975 et 1977 dans l'administration du président Gerald Ford. Il est le deuxième Afro-Américain à appartenir à un cabinet présidentiel américain. Il est également reconnu en tant qu'avocat important dans le domaine des droits civils.

## Biographie
William Coleman obtient un diplôme avec la plus grande distinction à l'université de Pennsylvanie en 1941 puis un diplôme en droit avec grande distinction à l'université Harvard. Il commence à travailler en 1947 dans le domaine du droit en tant qu'assistant au juge Herbert F. Goodrich puis de Felix Frankfurter en 1948, quand il devient le premier afro-américain à devenir greffier à la Cour suprême des États-Unis. Il participe également à la rédaction de la lettre Brown v. Board of Education (1954), dans laquelle il est indiqué que la ségrégation raciale dans les écoles publiques est anti-constitutionnelle. En 1964, il participe comme conseiller aux travaux de la commission Warren sur l'assassinat du président Kennedy.
Il devient le quatrième secrétaire aux Transports des États-Unis entre le 7 mars 1975 et le 20 janvier 1977. Il est ainsi le second Afro-Américain à appartenir à un cabinet présidentiel américain après Robert C. Weaver. C'est le président Gerald Ford qui a personnellement choisi William Coleman pour cette fonction. En 1969, il est membre de la délégation américaine à la vingt-quatrième session de l'assemblée générale des Nations unies. Entre 2004 et 2009, il est juge à la cour United States Court of Military Commission Review.